# Bosquetia Football Club Frameries
Dernière mise à jour : 10 mai 2012.
Le Bosquetia Football Club Frameries est un ancien club de football belge, basé dans la commune de Frameries en province de Hainaut. Porteur du matricule 2715, le club dispute au cours de son Histoire 7 saisons dans les divisions nationales, toutes en Promotion. Il disparaît en 1988 dans une fusion avec le Sporting Club Frameries, pour former le Sporting Club Bosquetia Frameries.

## Histoire
Le Bosquetia Football Club Frameries est fondé le 1er juin 1938 dans la commune de Frameries. Il rejoint peu après l'Union belge de football, qui lui attribue le matricule 2715 et le verse dans les séries régionales hennuyères. Peu après, un autre club voit le jour sur le territoire de la commune, le Sporting Club Frameries. Ce club reçoit le matricule 2811 lors de son affiliation à l'URBSFA. Une rivalité locale qui durera un demi-siècle vient de naître.
Les deux clubs évoluent longtemps dans les séries provinciales. En 1966, le Bosquetia rejoint pour la première fois la Promotion, quatrième et dernier niveau national. D'emblée, il devient une des bonnes équipes de la série, et termine sa première saison à la septième place. Durant les saisons qui suivent, le club finit en milieu de classement, avec comme meilleur résultat une sixième place en 1969. Par la suite, le club recule chaque saison, jusqu'à finir bon dernier en 1973. Après sept saisons consécutives en Promotion, le club est renvoyé en première provinciale. Il ne reviendra plus jamais en nationales.
Durant les années 1970 et 1980, le Bosquetia chute lentement dans la hiérarchie du football provincial. Finalement, en 1988, des pourparlers ont lieu avec le Sporting en vue d'une fusion prochaine. Le 21 septembre 1988, le Bosquetia, qui vient de célébrer son cinquantenaire, déclare forfait pour la saison, et est absorbé par son ancien rival. Le club ainsi créé est baptisé Sporting Club Bosquetia Frameries, et conserve le matricule 2811 du Sporting. Le matricule 2715 du Bosquetia est radié par la Fédération. Depuis la fusion, le club de Frameries n'est pas encore parvenu à monter en Promotion.

## Résultats dans les divisions nationales
Statistiques clôturées, club disparu

### Bilan
| Niv | Divisions     | Jouées | Titres | TM Up | TM Down |
| --- | ------------- | ------ | ------ | ----- | ------- |
| I   | 1re nationale | 0      | 0      |       |         |
| II  | 2e nationale  | 0      | 0      |       |         |
| III | 3e nationale  | 0      | 0      |       |         |
| IV  | 4e nationale  | 7      | 0      |       |         |
| V   | 5e nationale  | 0      | 0      |       |         |
|     |               |        |        |       |         |
|     | TOTAUX        | 7      | 0      | 0     | 0       |

- TM Up : test-match pour départager des égalités, ou toutes formes de Barrages ou de Tour final pour une montée éventuelle.
- TM Down : test-match pour départager des égalités, ou toutes formes de Barrages ou de Tour final pour le maintien.

### Classements saison par saison
| Ordre | Saison  | Nom du club                                              | Niveau                                                   | Classement final                                         | Remarques                                                |
| ----- | ------- | -------------------------------------------------------- | -------------------------------------------------------- | -------------------------------------------------------- | -------------------------------------------------------- |
| 1     | 1966-67 | BFC Frameries                                            | Promotion série D                                        | 7e/16                                                    |                                                          |
| 2     | 1967-68 | BFC Frameries                                            | Promotion série A                                        | 8e/16                                                    |                                                          |
| 3     | 1968-69 | BFC Frameries                                            | Promotion série C                                        | 6e/16                                                    |                                                          |
| 4     | 1969-70 | BFC Frameries                                            | Promotion série C                                        | 8e/16                                                    |                                                          |
| 5     | 1970-71 | BFC Frameries                                            | Promotion série B                                        | 10e/16                                                   |                                                          |
| 6     | 1971-72 | BFC Frameries                                            | Promotion série A                                        | 11e/16                                                   |                                                          |
| 7     | 1972-73 | BFC Frameries                                            | Promotion série B                                        | 16e/16                                                   | Relégué!                                                 |
| X     | 1988    | Fusion avec le SC Frameries, le matricule 2715 disparaît | Fusion avec le SC Frameries, le matricule 2715 disparaît | Fusion avec le SC Frameries, le matricule 2715 disparaît | Fusion avec le SC Frameries, le matricule 2715 disparaît |

### Sources et liens externes
- (nl) « Fiche de l'équipe », sur Belgian Soccer Database